# Alessandro Grimaldi
Alessandro Grimaldi (Génova, 1621 - Génova, 1683) foi o 121.º Doge da República de Génova e rei da Córsega.

## Biografia
O mandato de Grimaldi, o septuagésimo sexto de dois anos e o n.º cento e vinte e um na história republicana, foi marcado pela nova guerra territorial na Riviera di Ponente entre a república e o Ducado de Saboia de Carlos Emmanuel II, durante 1672. Paralelamente a este episódio, ele travou uma conspiração contra o estado de Génova arquitectada por Raffaele Della Torre, sobrinho do jurista homónimo Della Torre, que, com a colaboração do próprio Duque de Saboia, teria conduzido no plano de uma invasão militar das tropas piedmontesas em Savona e Génova com a intenção de levantar as suas respectivas populações contra o governo. Após o fim do mandato a 27 de junho de 1673 Grimaldi continuou a servir a república até à sua morte em Génova, em 1683.